# 中心山荘
中心山荘（ちゅうしんさんそう）は、京都府京田辺市に所在したリゾートホテル。1970年頃に開業。かつてジャングル風呂や檜のおがくずを使用した酵素風呂、プール、テニスコートなどを備え、庶民の娯楽施設として大変賑わっていたが、1985年頃宿泊に特化した『緑のホテル中心山荘』に建て替えられた。西村征一郎設計による地上4階地下1階の白亜の殿堂は、室内プールやテニスコートを新設していたが、2002年に閉館した。